# Sunset Thomas
Sunset Thomas (Sikeston, Misuri; 19 de febrero de 1972) es una actriz pornográfica estadounidense. Su carrera se ha desarrollado principalmente entre 1995 y 2003. Es tía de la también actriz Sunrise Adams.
Forma parte del Salón de la fama de AVN.

## Biografía

### Juventud
Sunset pasa sus primeros años mudándose de estado en estado (recorre así, entre otros, Virginia, Georgia o Texas) y su adolescencia en Daytona Beach (Florida). Durante su adolescencia, era una chica poco preocupada por los estudios, prefiriendo pasar el día en la playa. Esto le lleva a suspender el examen de ingreso en la universidad. Además, empieza a consumir drogas, en particular cocaína y metanfetamina. Con tan sólo 15 años pierde la virginidad.
Con 18 años, decide dejar el instituto para irse a vivir a Ft. Lauderdale (Florida) donde ejerce diferentes empleos. Ahí conoce a Zachary Adams, un aspirante a actor porno.

### Carrera como actriz porno
Solo cinco meses después de conocerse la pareja se casa y ambos deciden viajar a Los Ángeles para trabajar conjuntamente dentro del mundo del porno. En un primer momento, se ven obligados a rodar porno amateur aunque la actriz no tarda en dar el salto hacia el cine porno profesional. Así empieza a trabajar con el prestigioso director Michael Ninn rodando algunas de sus películas más famosas como Sex (1994), Latex (1996) o Shock (1996). En 1996 es elegida Pet of the Month del mes de marzo para la revista Penthouse.
Ya en 2001 la actriz se separa de Zachary Adams y conoce a Howard Stern. Posteriormente Sunset Thomas aparecería en el Howard Stern's Show en al menos diez ocasiones.
En 2002 se muda a Carson City (Nevada) donde trabajaría como call girl hasta 2005 en un local de prostitución llamado Moonlite BunnyRanch.
En 2006 es la encargada de presentar Sunset After Sunset, un programa de radio emitido por la KSEX radio.
En 2007 firma con Vavoom Media, una productora especializada en ofrecer contenidos para adultos tanto en televisión, como en radio, internet o cine. Así, la actriz se convierte en la protagonista de
Sunrise to Sunset, un reality show y dirige The XXXtra Point, un programa de radio. Vavoom Films produce también la que será su última película porno, Into the Sunset, para la que la propia actriz realizó un casting entre sus fanes para que uno de estos pudiera rodar con ella. Aunque rodada a principios de 2008 la producción no tiene fecha para su estreno.